# Ligier JS41
Chronologie des modèles (1995)
Ligier JS39B Ligier JS43
La Ligier JS41 est la monoplace de Formule 1 engagée en 1995 par l'écurie française Ligier. Elle est pilotée par l'Anglais Martin Brundle, le Français Olivier Panis et le Japonais Aguri Suzuki. Les pilotes d'essais sont les Français Jérémie Dufour et Franck Lagorce.

## Historique
Ligier, dirigée par Tom Walkinshaw mais propriété de Flavio Briatore, utilise un châssis qui n'est en fait qu'une copie de la Benetton B195, monoplace de l'écurie Benetton Formula dirigée par Flavio Briatore. Ce dernier, en plus du châssis, obtient de Benetton le moteur Mugen-Honda MF-301H V10, initialement destinée à la Scuderia Minardi, ainsi que la boîte de vitesses semi-automatique séquentielle transversale.
La JS41 est une voiture performante qui permet à Panis et à Brundle de se battre assez régulièrement pour des points. Le moteur Mugen-Honda est toutefois d'un niveau moindre que les Mercedes-Benz, Ferrari ou Renault et le châssis manque d'adhérence ce qui pénalise la voiture sur circuit rapide. Le meilleur résultat de l'année est la deuxieme place obtenue par Olivier Panis au Grand Prix d'Australie.
À la fin de la saison, Ligier termine cinquième du championnat des constructeurs avec vingt-quatre points. Un des châssis est racheté par le fabricant de pneumatiques Bridgestone, qui prépare son arrivée en Formule 1 en tant que fournisseurs pour la saison 1997.

## Ligier JS41 Bridgestone

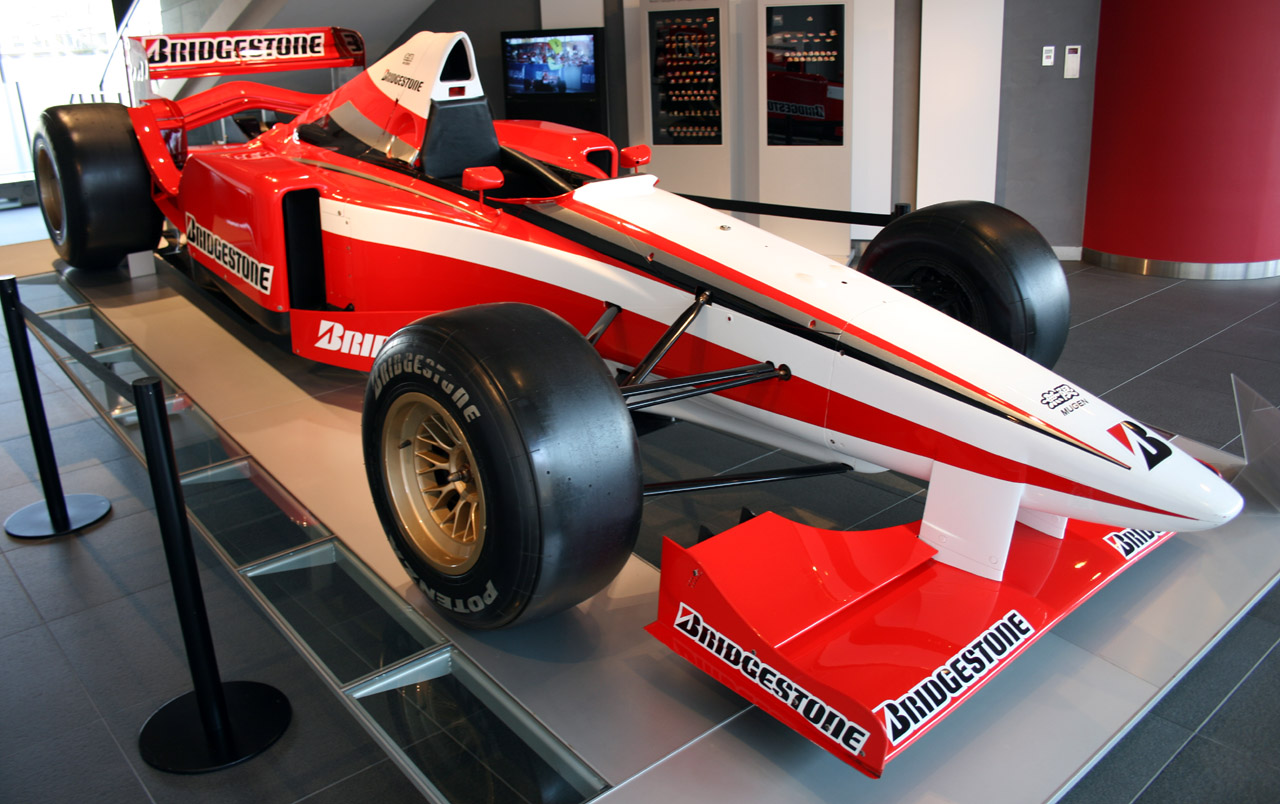
La Ligier JS41 Bridgestone en exposition au Japon.

Afin de se préparer son retour en Formule 1 en 1997, Bridgestone achète un châssis JS41. Arrows, première écurie à s'associer avec le manufacturier japonais, essaie la JS41 en juin 1996 sur le circuit de Suzuka au Japon avec à son bord le Néerlandais Jos Verstappen. En septembre 1996, l'Australien David Brabham teste à son tour les pneus Bridgestone.
En novembre 1996, Damon Hill, qui signe chez Arrows pour la saison 1997, essaie la JS41 Bridgestone et signe son meilleur temps en 1 min 40 s 14, soit une seconde et deux dixièmes plus lent que le temps de la pole position établi par Jacques Villeneuve lors du Grand Prix du Japon 1996. Hill met fin prématurément à l'essai en détruisant la monoplace, qui ne peut pas être réparé par Bridgestone qui ne dispose d'aucune pièce de rechange.

## Résultats en championnat du monde de Formule 1

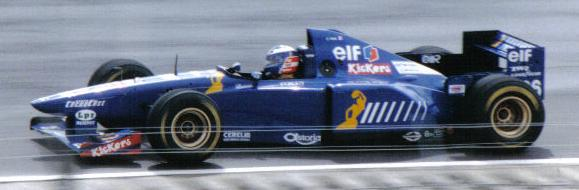
Olivier Panis à bord de la Ligier JS41 au GP de Grande-Bretagne 1995.

| Saison | Écurie                 | Moteur                  | Pneus    | Pilotes        | Courses | Courses | Courses | Courses | Courses | Courses | Courses | Courses | Courses | Courses | Courses | Courses | Courses | Courses | Courses | Courses | Courses | Points inscrits | Classement |
| Saison | Écurie                 | Moteur                  | Pneus    | Pilotes        | 1       | 2       | 3       | 4       | 5       | 6       | 7       | 8       | 9       | 10      | 11      | 12      | 13      | 14      | 15      | 16      | 17      | Points inscrits | Classement |
| ------ | ---------------------- | ----------------------- | -------- | -------------- | ------- | ------- | ------- | ------- | ------- | ------- | ------- | ------- | ------- | ------- | ------- | ------- | ------- | ------- | ------- | ------- | ------- | --------------- | ---------- |
| 1995   | Ligier Gitanes Blondes | Mugen-Honda MF-301H V10 | Goodyear |                | BRÉ     | ARG     | SMR     | ESP     | MON     | CAN     | FRA     | GBR     | ALL     | HON     | BEL     | ITA     | POR     | EUR     | PAC     | JAP     | AUS     | 24              | 5e         |
| 1995   | Ligier Gitanes Blondes | Mugen-Honda MF-301H V10 | Goodyear | Aguri Suzuki   | 8e      | Abd     | 11e     |         |         |         |         |         | 6e      |         |         |         |         |         | Abd     | Np      |         | 24              | 5e         |
| 1995   | Ligier Gitanes Blondes | Mugen-Honda MF-301H V10 | Goodyear | Martin Brundle |         |         |         | 9e      | Abd     | 10e     | 4e      | Abd     |         | Abd     | 3e      | Abd     | 8e      | 7e      |         |         | Abd     | 24              | 5e         |
| 1995   | Ligier Gitanes Blondes | Mugen-Honda MF-301H V10 | Goodyear | Olivier Panis  | Abd     | 7e      | 9e      | 6e      | Abd     | 4e      | 8e      | 4e      | Abd     | 6e      | 9e      | Abd     | Abd     | Abd     | 8e      | 5e      | 2e      | 24              | 5e         |

Légende : ici 